# Mars 2
Mars 2, conosciuta anche come Mars 2 Orbiter, fu una sonda interplanetaria automatica sovietica, lanciata il 19 maggio 1971 con destinazione Marte che raggiunse il 27 novembre 1971. Il lander di Mars 2 fu il primo oggetto costruito dall'uomo a impattare con la superficie del pianeta rosso. Nell'ambito del Programma Mars, Mars 2 e Mars 3 erano due sonde gemelle, le quali contribuirono in maniera notevole allo studio di Marte.

## La sonda
L'orbiter e il lander assieme avevano una massa di circa 4.650 kg al lancio (compreso il carburante) e l'insieme era alto 4,1 metri, con un diametro di circa 2 metri più due pannelli solari fotovoltaici montati ai lati di lunghezza complessiva di 5,9 metri. Nel modulo d'atterraggio era stivato un piccolo rover che avrebbe dovuto eseguire ricerche scientifiche sul suolo di Marte.

### Orbiter
L'orbiter di Mars 2 aveva una massa di circa 3.440 kg, carburante compreso, era di forma pressoché cilindrica ed ospitava il sistema di propulsione, parte principale del modulo, nella parte inferiore. Il compito principale di tale motore era quello di inserire la sonda su un'orbita marziana di 1.380x24.940 km, percorsa in 18 ore e inclinata di 48,9 gradi. La strumentazione scientifica di bordo veniva accesa per trenta minuti ogniqualvolta l'orbiter raggiungeva il perigeo.
Il compito principale di tale modulo era quello di ottenere immagini della superficie del pianeta e delle sue nuvole, determinare la temperatura del pianeta, studiare la topografia, la composizione e le proprietà fisiche della superficie, misurare le proprietà dell'atmosfera, monitorare il vento solare e il campo magnetico interplanetario e marziano e funzionare da ripetitore per inviare verso la Terra i dati ricavati dal lander. Per ottemperare a ciò, la sonda fu dotata di: un radiometro all'infrarosso per i rilevamenti di temperatura, un fotometro per analizzare l'atmosfera più altri due fotometri di cui uno sensibile all'ultravioletto e uno all'infrarosso, un radiotelescopio e altri radiometri destinati a studiare la superficie planetaria. In più a bordo si trovava il sistema televisivo di ripresa e trasmissione delle immagini, in grado di riprendere fotografie di 1000x1000 pixel con un dettaglio da 10 a 100 metri per pixel.
Le trasmissioni dei dati erano affidate ad un'antenna parabolica di 2,5 metri di diametro e avvenivano a 928,4 MHz; la comunicazione tra l'orbiter e il lander era affidata a tre antenne direzionali a bassa potenza montate sui pannelli solari.
L'orbiter inviò a Terra una grande mole di informazioni in un intervallo di tempo tra il dicembre 1971 fino al marzo 1972, ma le comunicazioni continuarono fino al 22 di agosto, quando ufficialmente la missione terminò dopo ben 362 orbite. Le immagini e i dati inviati rivelarono la presenza di montagne alte ben 22 km, l'esistenza di tempeste di sabbia alte fino a 7 km, temperature superficiali comprese tra -110 °C e +13 °C, l'esistenza di idrogeno e ossigeno atomico nell'atmosfera superiore, una concentrazione di acqua 5.000 volte inferiore a quella terrestre, una pressione superficiale di 5,5-6 mbar e la presenza di una ionosfera a partire da 80–110 km di quota. Inoltre le immagini riprese permisero di realizzare una prima mappa della superficie marziana.

### Lander
Il lander si schiantò sulla superficie marziana e andò perduto.
Questo modulo fu montato in cima all'orbiter e consisteva in una capsula di atterraggio con un diametro di 1,2 metri, protetta da uno scudo aerodinamico di 2,9 metri, più un paracadute e dei razzi frenanti. L'intero modulo aveva una massa di 1.210 kg, mentre la capsula di atterraggio pesava 358 kg. Il controllo d'assetto era affidato ad un sistema automatico che utilizzava dell'azoto pressurizzato come propellente. Il beccheggio e l'imbardata erano controllati da quattro razzi a polvere pirica.
Sulla parte alta del lander trovavano posto il paracadute principale più l'ausiliario, il razzo frenante e l'altimetro radar. Il tutto era protetto da schiuma, che avrebbe assorbito l'urto dell'atterraggio. La capsula di atterraggio era costituita da quattro "petali" triangolari che aprendosi dopo l'atterraggio avrebbero raddrizzato il lander, esposto la strumentazione e rilasciato il rover PrOP-M.
Il lander era dotato di due telecamere con vista a 360 gradi, nonché di uno spettrometro di massa per studiare la composizione atmosferica, la temperatura, la pressione e il vento, dispositivi per misurare le proprietà meccaniche e chimiche della superficie e per ricercare composti organici e/o segni di vita. Conteneva anche un gagliardetto con lo stemma sovietico. Quattro antenne sporgevano dalla parte superiore e avrebbero assicurato la comunicazione con il lander. L'energia elettrica necessaria a far funzionare il tutto era fornita da quattro batterie che furono ricaricate dall'orbiter prima del distacco e il controllo termico, di tipo passivo, era affidato a dei radiatori. Il modulo d'atterraggio venne sterilizzato prima del lancio per evitare ogni tipo di contaminazione dell'ambiente marziano.
Il lander si separò dal resto della sonda il 27 novembre 1971, circa 4,5 ore prima di raggiungere Marte. Dopo l'ingresso nell'atmosfera, ad una velocità di circa 6 km/s, funzionò male il sistema di discesa controllata, forse a causa dell'angolo di entrata troppo stretto e non fu possibile l'apertura del paracadute. Il sito in cui il lander si schiantò è sconosciuto, comunque il modulo d'atterraggio della Mars 2 fu il primo oggetto realizzato da mani umane a raggiungere la superficie del pianeta rosso.

### PrOP-M

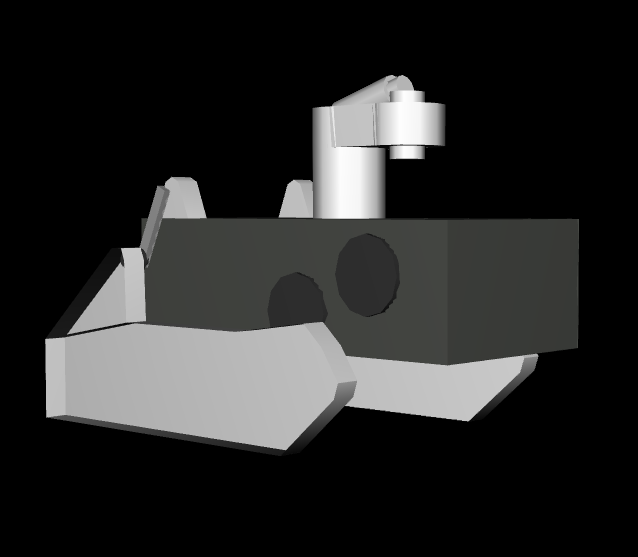
Ricostruzione tridimensionale del modulo PrOP-M

A bordo del lander di Mars 2 era stivato un piccolo rover di 4,5 kg teleguidato tramite un cavo lungo 15 metri. Due piccole bacchette di metallo fungevano da "sensori" e permettevano al rover di scansare piccoli ostacoli in maniera automatica, questo perché eventuali comandi da terra impiegavano troppo tempo per raggiungere il dispositivo. A bordo del rover c'erano un penetrometro dinamico e un rilevatore di radiazioni.
Il telaio principale del PROP-M era una scatola quadrata con una piccola sporgenza al centro, per muoversi utilizzava dei piccoli cingoli che permettevano anche di elevare il telaio per poter schivare piccoli ostacoli. Sulla parte anteriore si trovavano delle bacchette di metallo che fungevano da "sensori".
Il rover era progettato per essere "sbarcato" da un braccio meccanico del lander e muoversi nel campo visivo delle telecamere, inoltre effettuava misurazioni ogni 1,5 metri; le tracce lasciate dal dispositivo sul terreno avrebbero permesso anche di determinare le proprietà della superficie.